# مقاطعة بمبور
مقاطعة بمبور (بالفارسية: بخش بمپور شهرستان ایرانشهر) هي مقاطعة تقع في إيران في سيستان وبلوتشستان. يقدر عدد سكانها بـ 47,360 نسمة .